# Ismael Bekhoucha
Ismael Bekhoucha Lemlal (Madrid, 20 de noviembre de 2004) es un futbolista español que juega en la demarcación de defensa en el Getafe C. F. "B" de la Segunda Federación.

## Trayectoria
Tras formarse como futbolista en las categorías inferiores de la A. D. Alcorcón y del Rayo Ciudad Alcobendas, finalmente se marchó al U. D. San Sebastián de los Reyes. Hizo su debut el 10 de septiembre de 2023 contra la U. D. San Fernando.
Al finalizar la temporada 2023-24 fue traspasado a la disciplina del Getafe C. F. "B". Debutó el 1 de septiembre de 2024 con dicho filial en un partido contra su ex-equipo el la U. D. San Sebastián de los Reyes. El 18 de enero de 2025 hizo su debut con el primer equipo en un encuentro de la Primera División de España que finalizó con empate a uno contra el F. C. Barcelona.

## Clubes
Actualizado al último partido disputado el 15 de mayo de 2025.
| Club                             | País   | Temporada | Partidos | Goles |
| -------------------------------- | ------ | --------- | -------- | ----- |
| U. D. San Sebastián de los Reyes | España | 2023-24   | 33       | 0     |
| Getafe C. F. "B"                 | España | 2024-     | 27       | 0     |
| Getafe C. F.                     | España | 2024-     | 4        | 0     |